# Hoya schallertiae
Hoya schallertiae är en oleanderväxtart som beskrevs av C. M. Burton. Hoya schallertiae ingår i släktet Hoya och familjen oleanderväxter. Inga underarter finns listade i Catalogue of Life.